# Cathédrale de Pescina
La cathédrale de Pescina est une église catholique romaine de Pescina, en Italie. Il s'agit d'une cocathédrale du diocèse d'Avezzano.